# Illa Ptitxi
Ptitxi (en rus: Остров Птичий; Ostrov Ptichy) és una petita illa de les illes Xantar, al mar d'Okhotsk. Administrativament pertany al Krai de Khabàrovsk, al Districte Federal de l'Extrem Orient de Rússia.

## Geografia
L'illa es troba entre el punt sud-oest de l'Illa Bolshoy Shantar i el cap Bolxoi Dugandja, al continent. Té una llargada de poc més d'2,5 km i una amplada màxima d'1,5 km. S'eleva fins als 290 msnm.

## Història
Entre 1857 i 1889 va ser freqüentada per baleners estatunidencs a la recerca de balenes de Groenlàndia. La van anomenar Big Stinker [pudent] o simplement illa Stinker "a causa de les balenes mortes que anaven a la deriva amb el gel". Juntament amb Utitxi era considerada una de les illes Pudents. Els vaixells hi fondejaven a recer dels forts vents, mentre la tripulació hi passava la nit després de caçar balenes durant tot el dia.
Forma part del Pac Nacional de les illes Xantar. A l'estiu hi ha una gran colònia de Somorgollaire d'ulleres i una de més petita de Somorgollaire de Brünnich.